# Partito Democratico (Bosnia ed Erzegovina)
Il Partito Democratico (in serbo Демократска партија?) è stato un partito politico fondato nel 2009 in Bosnia ed Erzegovina.
Il partito si è affermato in seguito ad una scissione dal Partito Democratico Serbo.
Il suo leader è Dragan Čavić, già Presidente della Repubblica Serba di Bosnia ed Erzegovina tra il 2002 e il 2006.
Nel 2013 il DP è confluito nel Movimento Democratico Nazionale.